# Hippocrepis commutata
Hippocrepis commutata är en ärtväxtart som beskrevs av Carlos Pau. Hippocrepis commutata ingår i släktet hästskoklövrar, och familjen ärtväxter. Inga underarter finns listade i Catalogue of Life.